# Jan Pieter van Baurscheit il Vecchio
Jan Pieter van Baurscheit il Vecchio, detto l'Allemand (Rheinbach, 8 dicembre 1669 – Anversa, 10 maggio 1728), è stato uno scultore e architetto tedesco.

## Biografia

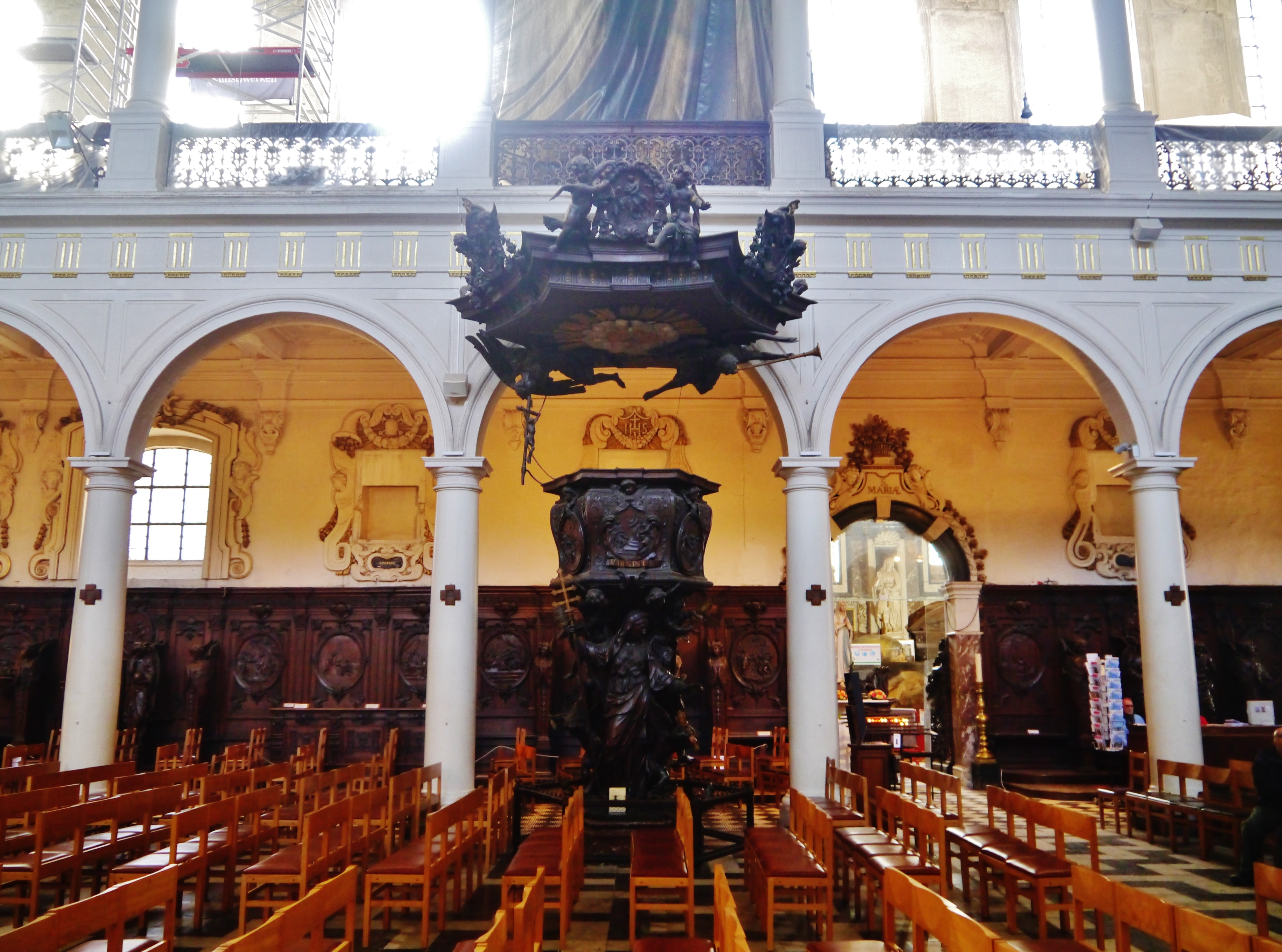
Pulpito nella chiesa di San Carlo Borromeo, Anversa (1718-1721)

Jan Pieter van Baurscheit il Vecchio si avvicinò all'arte studiando sotto la guida dello scultore Pieter Schemmackers.
Lavorò ad Anversa per committenti ecclesiastici o di corte,operò in un'epoca attratta da un barocchismo spettacolare e da un naturalismo intenso, spesso accostati sul filo di una manieratissima abilità, che non sempre condivise Jan Pieter van Baurscheit il Vecchio, che sviluppò comunque un suo stile vicino al Barocco, comprendente anche elementi fiamminghi e germanici.
Nel 1695 diventò maestro nella Corporazione di San Luca di Anversa, carica che cedette al figlio Jan Pieter van Baurscheit il Giovane, nel 1713, che fu un suo allievo e collaboratore in numerose opere ad Anversa.
Ai suoi esordi si ricorda il busto marmoreo di Filippo V di Spagna (1700, Museo reale di belle arti di Anversa). Sempre ad Anversa sono conservati, presso i Domenicani, una Mater Dolorosa, la sua opera più viva; i mausolei di Jean Baptiste di Parigi governatore di Vrem-Dyck e consorte, e di Abraham van Gheyn; alcune statue di un Calvario estroso e popolaresco eseguito in collaborazione con altri artisti, quali Henry François Verbruggen.
Eseguì, tra l'altro, l'altare della Madonna del Rosario e varie tombe nella chiesa di San Paolo, un pulpito, un portale con statue e vari bassorilievi nella chiesa di San Carlo Borromeo (1718-1728),che dopo una distruzione avvenuta il 18 luglio 1718 causata da un incendio che danneggiò una quarantina di opere di Peter Paul Rubens e così pure l'abbondante ricchezza dei marmi della navata, venne ricostruita da Jan Pieter van Baurscheit il Vecchio e dopo tre anni la chiesa riaprì le sue porte.
Inoltre sulle navate laterali, fra i confessionali, si possono ammirare i bassorilievi delle storie della vita di sant'Ignazio e di san Francesco Saverio, ciascuna di una ventina di medaglioni, eseguiti da Michiel van der Voort il Vecchio e Jan Pieter van Baurscheit il Vecchio, dopo il 1718.
Sempre di Jan Pieter van Baurscheit il Vecchio è il pulpito monumentale con l'allegoria della chiesa trionfante, figura portante, che si oppone ai mostri della menzogna, dell'ignoranza e così pure dell'ipocrisia.
Per la chiesa di San Michele a Gand realizzò il modello per il grande altare maggiore del 1717-1719, oggi irrintracciabile.

## Opere
- Busto marmoreo Filippo V di Spagna, Anversa (1700);
- Mater Dolorosa, Anversa, Domenicani;
- Mausolei di Jean Baptiste di Parigi governatore di Vrem-Dyck e consorte, Anversa;
- Mausoleo di Abraham van Gheyn, Anversa;
- Modello dell'altare maggiore, chiesa di San Michele, Gand (1717-1719), irrintracciabile;
- Altare della Madonna del Rosario e varie tombe nella chiesa di San Paolo, Anversa;
- Pulpito, portale con statue e vari bassorilievi nella chiesa di San Carlo Borromeo, Anversa (1718-1728).

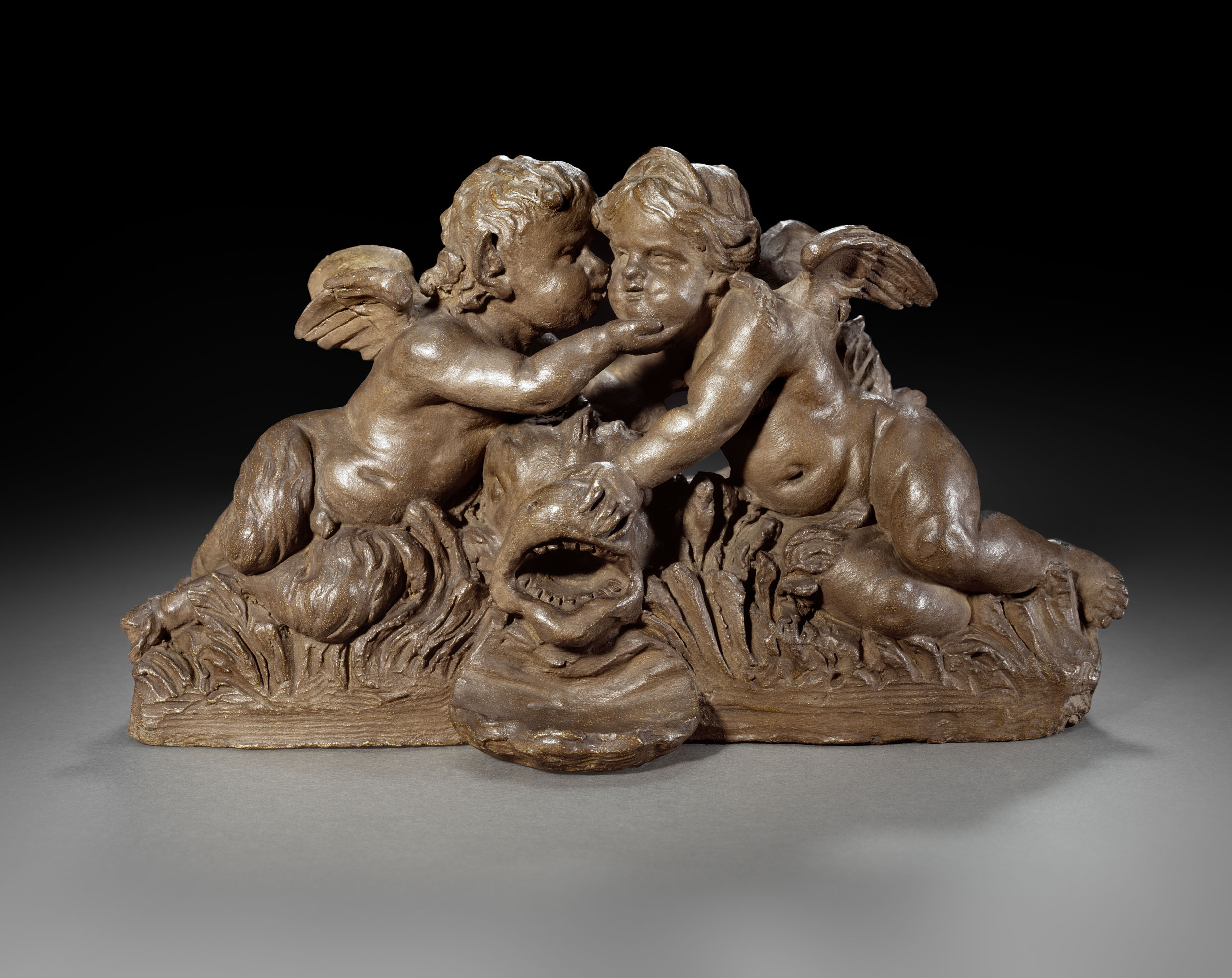
Modello per una fontana da giardino, circa 1714, Museo reale di belle arti di Anversa
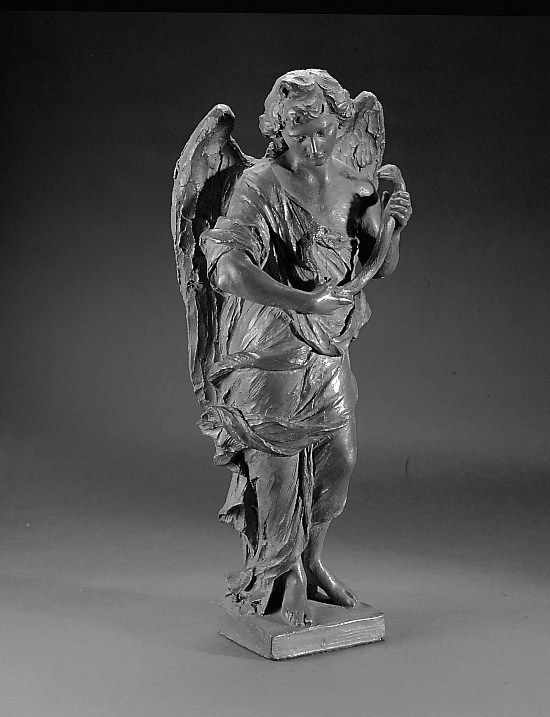
Angelo in piedi che tiene un serpente: Prudenza, circa 1714, Museo reale di belle arti di Anversa
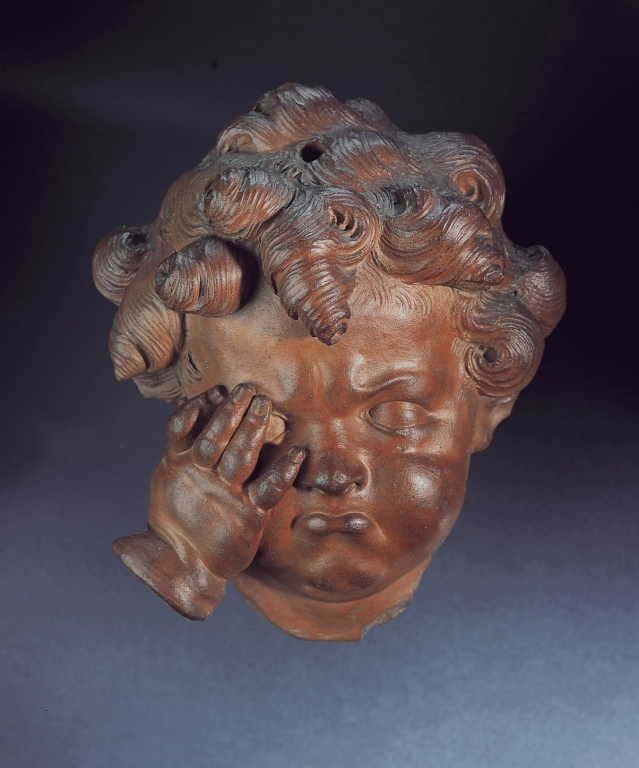
Testa di un bambino che piange, con la mano destra sulla guancia, circa 1714, Museo reale di belle arti di Anversa